# Mistrovství Evropy ve fotbale hráčů do 21 let 1978
Mistrovství Evropy ve fotbale hráčů do 21 let 1978 bylo prvním ročníkem tohoto turnaje. Vítězem se stala jugoslávská fotbalová reprezentace do 21 let. Předchůdcem bylo ME do 23 let.

## Kvalifikace
Hlavní článek: Kvalifikace na Mistrovství Evropy ve fotbale hráčů do 21 let 1978
Celkem 24 týmů bylo rozlosováno do osmi skupin po třech týmech. Ve skupinách se utkal každý s každým doma a venku. Vítězové skupin následně postoupili do vyřazovací fáze hrané systémem doma a venku.

## Vyřazovací fáze

### Čtvrtfinále
| Domácí v 1. zápase | Celkem | Hosté v 1. zápase | 1. zápas | 2. zápas |
| ------------------ | ------ | ----------------- | -------- | -------- |
| Anglie             | 2:1    | Itálie            | 2:1      | 0:0      |
| Československo     | 5:6    | NDR               | 3:1      | 2:5      |
| Jugoslávie         | 2:1    | Maďarsko          | 0:1      | 2:0      |
| Dánsko             | 4:4(v) | Bulharsko         | 4:1      | 0:3      |

### Semifinále
| Domácí v 1. zápase | Celkem | Hosté v 1. zápase | 1. zápas | 2. zápas |
| ------------------ | ------ | ----------------- | -------- | -------- |
| Bulharsko          | 3:4    | NDR               | 2:1      | 1:3      |
| Jugoslávie         | 4:2    | Anglie            | 2:1      | 2:1      |

### Finále
| Domácí v 1. zápase | Celkem | Hosté v 1. zápase | 1. zápas | 2. zápas |
| ------------------ | ------ | ----------------- | -------- | -------- |
| NDR                | 4:5    | Jugoslávie        | 0:1      | 4:4      |